# Au-delà du délire
Au-delà du délire (Nederlands : Aan de overzijde van de waan) is het derde studioalbum van Ange. Het in de Studios des Dames te Parijs opgenomen album valt in het genre progressieve rock gelijk aan Genesis (Peter Gabriel-periode) met enkele middeleeuwse invloeden. De invloed van de mellotron is hier op zijn hoogst binnen Anges muziek.
Het is een conceptalbum naar een verhaallijn van Christian Décamps, Roger Lombardot en Jean Claude Pognant (manager van Ange). Het verhaal gaat over Godevin Alouettes, die met zijn vrouw en kinderen in 1358 leeft. Hij is een middeleeuwse schurk/boer (Godevin le Vilain). Hij sluit een verbond met alchemist Isaac om de levensomstandigheden te verbeteren en in opstand te komen tegen de overheersende klasse. De plaatselijke baron komt daar achter en probeert vervolgens het geheim van Godevin te ontfutselen. Godevin weigert en eindigt op de brandstapel. Godevins geest overleeft echter en komt in de 25e eeuw terug. Hij treft een verlaten wereld aan, maar herkent in een hert zijn vrouw.
Van het album gingen meer dan 100.000 exemplaren over te toonbank. Het is veruit het best verkochte album van Ange (afgaande op de Frans albumlijst) ; het stond 28 weken in de Franse albumlijst met als hoogste positie 11. Het album was tot in Japan populair, getuige het feit dat de eerste compact discversie daar verscheen (1990), terwijl nog van geen enkel oud Ange-album een dergelijke persing voorhanden was. Die populariteit had deels te maken met een lange tournee van Ange in 1974 onder de titel Bivouac 74, naar een track van hun album Le cimetière des arlequins. Christian Décamps sprong tijdens de repetities verkeerd en brak zijn enkels. Tijdens de eerste concerten rond 21 september 1974 zat hij daarom in een rolsrol.

## Musici
- Christian Décamps – zang, toetsinstrumenten waaronder een klavecimbel
- Jean Michel Brézovar – gitaar (Fender Stratocaster), mandoline, dwarsfluit, zang
- Daniel Haas – basgitaar (Rickenbacker), akoestische gitaar
- Francis Décamps – toetsinstrumenten waaronder celesta
- Gérard Jelsch – slagwerk, percussie

Met
- Henri Loustau – viool op Godevin le vilain
- Eric Bibonne – kinderstem op La bataille du sucre
- Michel LeFloch, stem van Bernard l’Hermite op Au-delà du délire

## Muziek
| Nr. | Titel                                                             | Duur |
| --- | ----------------------------------------------------------------- | ---- |
| 1.  | Godevin le vilain (C. Décamps)                                    | 2:57 |
| 2.  | Les longues nuits d’Isaac (gebr Décamps)                          | 4:10 |
| 3.  | Si j’étais le messie (C. Décamps, Jelsch)                         | 3:00 |
| 4.  | Ballade pour une orgie (C. Décamps, Brézovar)                     | 3:22 |
| 5.  | Exode (gebr Décamps)                                              | 5:00 |
| 6.  | La bataille du sucre incl. La colére des dieux (C. Décamps, Haas) | 6:30 |
| 7.  | Fils de lumière (gebr Décamps)                                    | 3:20 |
| 8.  | Au-delà du délire (C. Décamps, Brézovar)                          | 8:20 |